# Mestizo-Musik
Als Mestizo-Musik wird Musik bezeichnet, in der sich Musikstile aus Lateinamerika wie Salsa, Rumba, Samba und Cumbia mit verschiedenen Einflüssen aus der Pop- und Rockszene vermischen, vor allem mit Ska, Rap, Reggae und Punkrock.
Die spanische Bezeichnung música mestiza wurde ursprünglich in Lateinamerika für Musikstile verwendet, die aus einer Mischung von europäischen und indianischen Elementen besteht. Der Ausdruck wurde im übertragenen Sinn zum Begriff Mestizen – als Bezeichnung für die Nachfahren verschiedener Ethnien wie Europäer und Indigene in Lateinamerika – verwendet. Erst in den 1990er Jahren wurde Mestizo wahrscheinlich von Plattenfirmen zur besseren Kennzeichnung der Fusion zwischen lateinamerikanischer Musik und Pop- und Rockstilen verwendet.
Die Texte sind oft politisch, wenden sich gegen Unterdrückung und vermittelten soziale Probleme. Sehr viele Lieder handeln von Einwandererschicksalen, z. B. in den USA oder Spanien. Mestizo-Musik ist aber auch und vor allem tanzbare Musik.
Bekannte Vertreter dieser Richtung sind Amparanoia, Manu Chao, Ska-P, Mano Negra, Ojos de Brujo, Cheb Balowski, Panteón Rococó, Karamelo Santo, Barrio Candela, Abuela Coca, Celia Mara, No Te Va Gustar, Fermin Muguruza, Che Sudaka, Costo Rico, Sergent Garcia, Zebda, Kuela Beech und  Amparo Sánchez.